# Campeonato Boliviano de Futebol 2015–16
A Liga de Fútbol Profesional Boliviano 2015-16 foi a 39ª temporada do campeonato nacional da Bolívia. O campeão da temporada foi o Jorge Wilstermann.

## Clubes
O número de times que disputam o campeonato permanece o mesmo que a temporada 2014-15. O Ciclon foi promovido da Liga Nacional B ocupando o lugar do Universitário que foi rebaixado.
| Clube             | Cidade     | Estádio                   |
| ----------------- | ---------- | ------------------------- |
| Blooming          | Santa Cruz | Ramón Tahuichi Aguilera   |
| Bolívar           | La Paz     | Hernando Siles            |
| Ciclón            | Tarija     | IV Centenario             |
| Jorge Wilstermann | Cochabamba | Estádio Félix Capriles    |
| Nacional Potosí   | Potosí     | Víctor Agustín Ugarte     |
| Oriente Petrolero | Santa Cruz | Ramón Tahuichi Aguilera   |
| Petrolero         | Yacuiba    | Defensores de Villamontes |
| Real Potosí       | Potosí     | Víctor Agustín Ugarte     |
| San José          | Oruro      | Jesús Bermúdez            |
| Sport Boys        | Warnes     | Samuel Vaca               |
| The Strongest     | La Paz     | Hernando Siles            |
| Universitario     | Sucre      | Olímpico Patria           |